# Hunjanakere, Shrirangapattana
Hunjanakere là một làng thuộc tehsil Shrirangapattana, huyện Mandya, bang Karnataka, Ấn Độ.